# Justicia inficiens
Justicia inficiens är en akantusväxtart som beskrevs av Vahl. Justicia inficiens ingår i släktet Justicia och familjen akantusväxter. Inga underarter finns listade i Catalogue of Life.